# Montfiquet
Montfiquet – miejscowość i gmina we Francji, w regionie Normandia, w departamencie Calvados.
Według danych na rok 1990 gminę zamieszkiwało 87 osób, a gęstość zaludnienia wynosiła 4 osoby/km² (wśród 1815 gmin Dolnej Normandii Montfiquet plasuje się na 799. miejscu pod względem liczby ludności, natomiast pod względem powierzchni na miejscu 100.).